# Harold Garfinkel
Harold Garfinkel (Newark, 29 ottobre 1917 – Los Angeles, 21 aprile 2011) è stato un sociologo statunitense.
È stato professore emerito in sociologia all'Università della California - Los Angeles; è considerato uno dei personaggi chiave della scuola dell'etnometodologia e ha avuto un ruolo importante nella sociologia americana in generale.

## Biografia
Harold Garfinkel nacque da una famiglia di commercianti. Il padre gli impose una formazione economica; Garfinkel frequentò quindi corsi di contabilità e amministrazione all'Università di Newark mentre lavorava, di notte, nel negozio del padre. Nel frattempo iniziò a frequentare un corso di statistica di sociologia e conobbe degli studenti interessati a queste discipline.
Nel 1939 Garfinkel iniziò a frequentare il dipartimento di sociologia all’University of North Carolina grazie alla borsa di studio Chapel Hill e terminò gli studi nel 1942 scrivendo una tesi sull’omicidio interrazziale. Iniziò, anche, a studiare prospettive teoriche (Charles Wright Mills, Florian Znaniecki) che gli furono utili per lo sviluppo dell’etnometodologia. Durante la Seconda guerra mondiale prestò servizio come addestratore in Florida; tra il 1946 e il 1952 conseguì il dottorato in Sociologia ad Harvard sotto la direzione di Talcott Parsons il quale ebbe una profonda influenza sugli studi sociologici in America e, insieme ad Alfred Schütz, influenzò anche il pensiero di Garfinkel.
Successivamente Garfinkel insegnò all’Università di Princeton. Dopo aver terminato il dottorato, fu invitato a parlare all’American Sociological Association e coniò il termine “etnometodologia”. Organizzò, inoltre, una conferenza intitolata “Problems in Model Construction in the Social Sciences” e invitò teorici innovativi come Talcott Parsons, Alfred Schütz e Herbert Simon per cercare di sviluppare studi interdisciplinari. I suoi sforzi, tuttavia, non ebbero molto successo. Dal 1954 al 1987 insegnò all'Università di Los Angeles nel dipartimento di Sociologia e Antropologia. Tra il 1963 e il 1964 fu ricercatore presso il Centro per lo Studio Scientifico del Suicidio e trascorse l’anno 1975-76 presso il Center for Advanced Study in the Behavioral Sciences.

## Etnometodologia
La definizione di etnometodologia fu ideata nel 1946 da Garfinkel sulla scia di altre definizioni in voga in quegli anni, come etnofisica o etnobotanica.
Lo scopo della disciplina creata da Garfinkel è quello di spiegare il senso dei meccanismi che inducono l'individuo a considerare alcuni eventi come fatti o dati, sui quali in un secondo tempo si costruiscono i significati. L'etnometodologia proposta da Garfinkel si propone di studiare i metodi che i soggetti mettono in atto per realizzare i lavori più semplici e banali, tramite i quali vengono continuamente formati gli elementi stabili del tessuto sociale.

### Breaching experiments
Garfinkel si servì di un metodo sperimentale innovativo: gli esperimenti di rottura (i breaching experiments), che sono esperimenti utilizzati per esaminare le reazioni delle persone alle violazioni delle regole o norme sociali comunemente accettate. Propose per esempio un esperimento per riuscire ad analizzare l'ambiente familiare rompendo la quiete: chiese ai suoi studenti di rivolgersi ai genitori chiamandoli "signor x e signora x" e comportandosi con loro come se fossero stati solamente dei coinquilini. L'esito dell'esperimento fu disastroso: le emozioni provate dai familiari erano di rabbia ed esasperazione perché veniva minacciato il sistema sociale.
Un altro esempio di breaching experiment è il seguente: durante una conversazione, lo studente, dopo qualche minuto, rivelava al suo interlocutore che la conversazione veniva registrata. Le reazioni dei soggetti erano di sorpresa e di indignazione. Ciò che colpiva Garfinkel era il fatto che le reazioni sembravano dipendere dalla violazione di un accordo stipulato precedentemente ma che, in realtà, non era stato stipulato apertamente. Anche in questo caso le reazioni erano negative perché veniva minacciato l'ordine sociale.

## Influenze
Garfinkel, essendo stato allievo di Parsons, risente molto l'influenza delle sue teorie e adottò lo stesso metodo di indagine usato da Parsons. Quest'ultimo, come Garfinkel, utilizzava un approccio definito "bottom-up" (ovvero un tipo di approccio che va dal basso verso l'alto); tuttavia, Garfinkel non considerava il suo pensiero in linea con le teorie Di Parsons. Garfinkel critica Parsons perché quest'ultimo sviluppa un sistema sociale generalizzato che si basa solamente sulle esperienze, mentre Garfinkel cerca di legare e riassumere i fatti della personalità e la struttura sociale.
La teoria di Garfinkel risente, anche, dell'influenza di Alfred Schütz. Secondo Garfinkel c'è una netta discontinuità tra il mondo della scienza e quello della vita quotidiana, realtà diverse che sono prodotte da comportamenti e stili cognitivi distinti: nella realtà quotidiana (atteggiamento naturale) è presente un mondo che può essere definito comune che è conosciuto, dagli individui, fin dall'inizio (all'interno di questa realtà l'individuo trova oggetti fisici e sociali che possono rappresentare degli ostacoli per le azioni degli individui ma, quest'ultimi, possono anche modificarli). Il mondo scientifico, invece, presenta caratteristiche opposte: gli studiosi mettono da parte le necessità pratiche e la soggettività. Schütz sostiene che nell'ambito della sfera dell'esperienza vissuta, la conoscenza degli attori è tipologica, cioè implica un'attività di aggiustamento in cui qualcosa di concreto viene categorizzato e, quindi, la conoscenza comune è soggetta a mutamenti legati alle situazioni pratiche degli attori sociali. Inoltre Schultz influenza anche Garfinkel tramite la teoria dell'Intersoggettività che è l'accordo di più persone sulla definizione dei significati di una situazione. Schultz afferma che gli attori sociali non hanno mai esperienze identiche del mondo sociale perché vivono le situazioni in base al loro passato, alle posizioni sociali e motivazioni e anche perché occupano una posizione spaziale differente. L'intersoggettività è data per scontata perché, se gli individui potessero scambiare le prospettive spaziali e temporali, riuscirebbero a percepire la realtà sociale in maniera simile. Inoltre, secondo Schütz, non si può applicare il modello delle azioni razionali nella vita quotidiana perché l'individuo non analizza, dal punto di vista scientifico, tutte le scelte e le possibilità e perché, nella realtà comune, non c'è una distinzione dei significati. Quindi, per Schütz, non ha senso distinguere tra azioni razionali e irrazionali perché, altrimenti, la vita quotidiana sarebbe solamente irrazionale in quanto le azioni quotidiane non rispettano completamente la razionalità scientifica.
Le teorie del professore Garfinkel ispirarono tra gli altri lo studente e poi antropologo Carlos Castaneda a cui dedicò il libro Il lato attivo dell'infinito.

## Premi e riconoscimenti
Nel 1995 ha ricevuto il premio “Cooley-Mead" dell’America sociological Association e, nel 2007, ha ricevuto l'EMCA Lifetime Achievement Award.

## Alcune pubblicazioni
- Color trouble. in Primer for white folks. Edited by B. Moon, 269-286. Garden City, NY: Doubleday Doran, 1946.
- Conditions of successful degradation ceremonies, in American Journal of Sociology.
- Some sociological concepts and methods for psychiatrists, in Psychiatric Research Reports.
- A conception of, and experiments with, 'trust' as a condition of stable concerted actions. in Motivation and social interaction, in New York: The Ronald Press.
- Studies in ethnomethodology. Englewood Cliffs, NJ: Prentice-Hall.
- Practical sociological reasoning: Some features in the work of the Los Angeles suicide prevention center, in Essays in self-destruction..
- Discussion: The origin of the term 'ethnomethodology', in Proceedings of the Purdue Symposium on Ethnomethodology.
- On formal structures of practical actions, in Theoretical sociology: Perspectives and developments.
- A Comparison of Decisions Made on Four 'Pre-Theoretical' Problems by Talcott Parsons and Alfred Schultz in [first published in 1960], 1972.
- Studies in the routine grounds of everyday activities, in Studies in social interaction.
- Conditions of Successful Degradation Ceremonies, in Symbolic Interactionism.
- An introduction, for novices, to the work of studying naturally organized ordinary activities.
- The Work of a Discovering Science Construed with Materials from the Optically Discovered Pulsar., in Philosophy of the Social Sciences.
- Ethnomethodology's program: Working out Durkheim's aphorism. Lanham, MD: Rowman & Littlefield, 2002.[3]